# Electric Light Orchestra live
Electric Light Orchestra live is een livealbum van Electric Light Orchestra. Het bevat muziek opgenomen tijdens de bij het album Zoom behorende tournee. ELO speelde in de CBS Television City in Los Angeles. Het is niet zo zeer een livealbum als wel een Greatest Hits met nieuwe muzikanten. Uit het “oude” ELO is alleen Richard Tandy (naast Lynne) over.

## Musici
- Jeff Lynne – zang, gitaar
- Richard Tandy – toetsinstrumenten
- Marc Mann – gitaar, toetsen, achtergrondzang
- Matt Bissonette – basgitaar, achtergrondzang
- Gregg Bissonette – slagwerk, achtergrondzang
- Peggy Baldwin, Sarah O’Brien – cello
- Rosie Vela - achtergrondzang

## Muziek
| Nr. | Titel                                | Duur |
| --- | ------------------------------------ | ---- |
| 1.  | Evil woman                           | 4:28 |
| 2.  | Showdown                             | 4:09 |
| 3.  | Secret messages                      | 4:06 |
| 4.  | Livin' thing                         | 4:10 |
| 5.  | Sweet talkin' woman                  | 3:16 |
| 6.  | Mr. Blue Sky                         | 3:32 |
| 7.  | Can't get it out of my head          | 4:12 |
| 8.  | Twilight                             | 3:31 |
| 9.  | Confusion                            | 3:35 |
| 10. | Don't bring me down                  | 4:08 |
| 11. | Roll Over Beethoven                  | 6:26 |
| 12. | Out of luck (studio-opname uit 2010) | 4:08 |
| 13. | Cold feet (studio-opname uit 1992)   | 2:18 |

Jeff Lynne speelde de twee studiotrack geheel zelf vol met enige hulp van Steve Jay.